# Nuçarga e Moissac
Nuçarga e Moissac (francès: Neussargues-Moissac) és un antic municipi francès, situat al departament de Cantal i a la regió d'Alvèrnia-Roine-Alps. L'any 2007 tenia 973 habitants. Des del 1er de gener de 2017 va integrar el municipi nou de Neussargues en Pinatelle.

## Demografia

### Població
El 2007 la població de fet de Neussargues-Moissac era de 973 persones. Hi havia 444 famílies de les quals 164 eren unipersonals (44 homes vivint sols i 120 dones vivint soles), 140 parelles sense fills, 116 parelles amb fills i 24 famílies monoparentals amb fills.
La població ha evolucionat segons el següent gràfic:
Habitants censats

### Habitatges
El 2007 hi havia 605 habitatges, 448 eren l'habitatge principal de la família, 103 eren segones residències i 54 estaven desocupats. 465 eren cases i 139 eren apartaments. Dels 448 habitatges principals, 291 estaven ocupats pels seus propietaris, 146 estaven llogats i ocupats pels llogaters i 11 estaven cedits a títol gratuït; 4 tenien una cambra, 35 en tenien dues, 80 en tenien tres, 140 en tenien quatre i 189 en tenien cinc o més. 300 habitatges disposaven pel capbaix d'una plaça de pàrquing. A 202 habitatges hi havia un automòbil i a 153 n'hi havia dos o més.

### Piràmide de població
La piràmide de població per edats i sexe el 2009 era:
| Homes | Edats   | Dones |
| ----- | ------- | ----- |
| 0     | 95 o +  | 0     |
| 4     | 90 a 94 | 4     |
| 20    | 85 a 89 | 16    |
| 12    | 80 a 84 | 16    |
| 28    | 75 a 79 | 16    |
| 20    | 70 a 74 | 68    |
| 24    | 65 a 69 | 28    |
| 12    | 60 a 64 | 32    |
| 40    | 55 a 59 | 36    |
| 28    | 50 a 54 | 36    |
| 32    | 45 a 49 | 32    |
| 68    | 40 a 44 | 52    |
| 36    | 35 a 39 | 32    |
| 28    | 30 a 34 | 28    |
| 20    | 25 a 29 | 8     |
| 16    | 20 a 24 | 28    |
| 68    | 15 a 19 | 28    |
| 36    | 10 a 14 | 52    |
| 28    | 5 a 9   | 16    |
| 12    | 0 a 4   | 8     |

## Economia
El 2007 la població en edat de treballar era de 596 persones, 424 eren actives i 172 eren inactives. De les 424 persones actives 391 estaven ocupades (216 homes i 175 dones) i 33 estaven aturades (13 homes i 20 dones). De les 172 persones inactives 83 estaven jubilades, 37 estaven estudiant i 52 estaven classificades com a «altres inactius».

### Ingressos
El 2009 a Neussargues-Moissac hi havia 450 unitats fiscals que integraven 945 persones, la mediana anual d'ingressos fiscals per persona era de 15.563 €.

### Activitats econòmiques
Dels 73 establiments que hi havia el 2007, 4 eren d'empreses extractives, 4 d'empreses alimentàries, 1 d'una empresa de fabricació de material elèctric, 4 d'empreses de fabricació d'altres productes industrials, 6 d'empreses de construcció, 18 d'empreses de comerç i reparació d'automòbils, 9 d'empreses de transport, 5 d'empreses d'hostatgeria i restauració, 1 d'una empresa d'informació i comunicació, 4 d'empreses financeres, 2 d'empreses immobiliàries, 1 d'una empresa de serveis, 11 d'entitats de l'administració pública i 3 d'empreses classificades com a «altres activitats de serveis».
Dels 15 establiments de servei als particulars que hi havia el 2009, 1 era una gendarmeria, 1 oficina de correu, 2 oficines bancàries, 1 taller de reparació d'automòbils i de material agrícola, 1 paleta, 2 guixaires pintors, 1 fusteria, 2 lampisteries, 2 perruqueries i 2 restaurants.
Dels 8 establiments comercials que hi havia el 2009, 1 era una botiga de més de 120 m², 3 botiges de menys de 120 m², 2 fleques, 1 una carnisseria i 1 una botiga de roba.
L'any 2000 a Neussargues-Moissac hi havia 12 explotacions agrícoles que ocupaven un total de 528 hectàrees.

## Equipaments sanitaris i escolars
L'únic equipament sanitari que hi havia el 2009 era una farmàcia.
El 2009 hi havia una escola elemental. Neussargues-Moissac disposava d'un col·legi d'educació secundària amb 63 alumnes.

## Poblacions més properes
El següent diagrama mostra les poblacions més properes.